# Lista de filmes perdidos (1915-19)
Esta é uma lista de  filmes perdidos que foram lançados de 1915 até 1919.
| Ano  | Filme                                 | Diretor                                             | Elenco                                                               | Notas | Ref           |
| ---- | ------------------------------------- | --------------------------------------------------- | -------------------------------------------------------------------- | --- | ------------- |
| 1915 | Anna Karenina                         | J. Gordon Edwards                                   | Betty Nansen, Edward José                                            | Primeira adaptação americana do romance. |               |
| 1915 | Bella Donna                           | Edwin S. Porter, Hugh Ford                          | Pauline Frederick                                                    | | [ 1 ]         |
| 1915 | The Black Box                         | Otis Turner                                         | Herbert Rawlinson                                                    | Seriado em 15 capítulos. |               |
| 1915 | By the Shortest of Heads              | Bert Haldane                                        | George Formby                                                        | Última cópia conhecida foi destruída em 1940. | [ 2 ]         |
| 1915 | Carmen                                | Raoul Walsh                                         | Theda Bara, Einar Linden                                             | |               |
| 1915 | Chimmie Fadden                        | Cecil B. DeMille                                    | Victor Moore                                                         | |               |
| 1915 | The College Widow                     | Barry O'Neil                                        | Ethel Clayton                                                        | Primeira adaptação da peça teatral de George Ade |               |
| 1915 | Destruction                           | Will S. Davis                                       | Theda Bara                                                           | |               |
| 1915 | The Devil's Daughter                  | Frank Powell                                        | Theda Bara                                                           | |               |
| 1915 | The Diamond from the Sky              | Jacques Jaccard, William Desmond Taylor             | Lottie Pickford, Irving Cummings, William Russell                    | Seriado de aventuras em 30 partes. |               |
| 1915 | Esmerelda                             | James Kirkwood                                      | Mary Pickford                                                        | |               |
| 1915 | The Eternal City                      | Edwin Stanton Porter, Hugh Ford                     | Pauline Frederick                                                    | Uma das primeiras produções americanas filmadas em Roma. |               |
| 1915 | The Galley Slave                      | J. Gordon Edwards                                   | Theda Bara, Stuart Holmes                                            | |               |
| 1915 | A Girl of Yesterday                   | Allan Dwan                                          | Mary Pickford, Frances Marion, Glenn L. Martin                       | | [ 3 ]         |
| 1915 | The Goose Girl                        | Frederick A. Thomson                                | Marguerite Clark                                                     | |               |
| 1915 | Graft                                 | George Lessey, Richard Stanton                      | Harry Carey                                                          | Seriado em 20 capítulos. |               |
| 1915 | Inspiration                           | George Foster Platt                                 | Audrey Munson, Thomas A. Curran                                      | |               |
| 1915 | Jim the Penman                        | Edwin S. Porter                                     | John B. Mason, Harold Lockwood                                       | |               |
| 1915 | The Last Night of the Barbary Coast   | Hal Mohr, Sol Lesser                                |                                                                      | Um dos primeiros exemplos de filmes exploitation, alegadamente mostrando a última noite da zona de prostituição em Barbary Coast, São Francisco.                      |               |
| 1915 | Life Without Soul                     | Joseph W. Smiley                                    | Percy Standing                                                       | Segundo filme baseado no romance Frankenstein. | [ 4 ]         |
| 1915 | Neal of the Navy                      | William Bertram, W. M. Harvey                       | William Courtleigh, Jr. Lillian Lorraine                             | Seriado em 14 partes. |               |
| 1915 | The New Exploits of Elaine            | Louis J. Gasnier, Leopold Wharton, Theodore Wharton | Pearl White, Creighton Hale                                          | SEriado em dez capítulos. |               |
| 1915 | The Pine's Revenge                    | Joe De Grasse                                       | Lon Chaney Cleo Madison                                              | |               |
| 1915 | The Pretty Sister of Jose             | Allan Dwan                                          | Marguerite Clark, Jack Pickford, Rupert Julian                       | Clark's second film directed by Allan Dwan. | [ 5 ]         |
| 1915 | Quits                                 | Joseph de Grasse                                    | Arthur Shirley, Lon Chaney                                           | Curta-metragem de um rolo. |               |
| 1915 | The Romance of Elaine                 | George B. Seitz                                     | Pearl White                                                          | Seriado em 12 capítulos. |               |
| 1915 | Rupert of Hentzau                     | George Loane Tucker                                 | Henry Ainley, Jane Gail, Gerald Ames                                 | |               |
| 1915 | Sin                                   | Herbert Brenon                                      | Theda Bara, William E. Shay                                          | |               |
| 1915 | Sold                                  | Edwin S. Porter, Hugh Ford                          | Pauline Frederick                                                    | | [ 6 ]         |
| 1915 | The Star of the Sea                   | Joe De Grasse                                       | Lon Chaney, Pauline Bush                                             | |               |
| 1915 | Steady Company                        | Joe De Grasse                                       | Lon Chaney, Pauline Bush                                             | Curta-metragem de um rolo. |               |
| 1915 | Temptation                            | Cecil B. DeMille                                    | Geraldine Farrar, Theodore Roberts, Pedro de Cordoba                 | |               |
| 1915 | The Threads of Fate                   | Joe De Grasse                                       | Pauline Bush, William C. Dowlan, Lon Chaney                          | |               |
| 1915 | The Two Orphans                       | Herbert Brenon                                      | Theda Bara                                                           | Posteriormente refeito por D. W. Griffith como Orphans of the Storm, estrelando Dorothy Gish e Lillian Gish.                                                          |               |
| 1915 | Under the Crescent                    | Burton L. King                                      | Ola Humphrey                                                         | Seriado em seis capítulos. |               |
| 1915 | The Valley of Lost Hope               | Romaine Fielding                                    | Romaine Fielding, Mildred Gregory, Peter Lang                        | Western envolvendo um acidente de locomotiva. | [ 7 ]         |
| 1915 | The Wild Goose Chase                  | Cecil B. DeMille                                    | Ina Claire                                                           | |               |
| 1915 | Zaza                                  | Edwin Stanton Porter, Hugh Ford                     | Pauline Frederick                                                    | | [ 8 ]         |
| 1915 | God's Witness                         | Eugene Moore                                        | Florence La Badie, Justus D. Barnes, Sidney Bracey, J. Morris Foster | | [ 9 ]         |
| 1916 | The Adventures of Peg o' the Ring     | Francis Ford, Jacques Jaccard                       | Grace Cunard, Francis Ford                                           | Seriado em 15 partes. |               |
| 1916 | The Apostle of Vengeance              | William S. Hart                                     | William S. Hart                                                      | Um dos primeiros western. |               |
| 1916 | Audrey                                | Robert G. Vignola                                   | Pauline Frederick                                                    | | [ 10 ]        |
| 1916 | Casey of the Coast Guard              | William Nigh                                        | George O'Hara, Helen Ferguson                                        | Seriado em 10 partes. |               |
| 1916 | A Daughter of the Gods                | Herbert Brenon                                      | Annette Kellerman                                                    | Algumas partes estavam no Cinema Museum of London, mas estão agora perdidos. Uma imagem da cena de nudez de Kellerman ainda exite, a primeira de uma grande atriz.    |               |
| 1916 | The Dream Girl                        | Cecil B. DeMille                                    | Mae Murray                                                           | |               |
| 1916 | The Eternal Sapho                     | Bertram Bracken                                     | Theda Bara                                                           | |               |
| 1916 | The Fall of a Nation                  | Thomas Dixon, Jr.                                   | Lorraine Huling, Percy Standing                                      | A primeira continuação de The Birth of a Nation. | [ 11 ] [ 12 ] |
| 1916 | Gloria's Romance                      | Walter Edwin, Colin Campbell                        | Billie Burke, Henry Kolker, David Powell                             | |               |
| 1916 | Gold and the Woman                    | James Vincent                                       | Theda Bara, Alma Hanlon                                              | |               |
| 1916 | The Great Problem                     | Rex Ingram                                          | Violet Mersereau, Dan Hanlon, Lionel Adams                           | |               |
| 1916 | Her Double Life                       | J. Gordon Edwards                                   | Theda Bara, Franklyn Hanna                                           | |               |
| 1916 | Keechaka Vadham                       | R. Nataraja Mudaliar                                | Jeevarathnam, R. Nataraja Mudaliar, Raja Mudaliar                    | Primeiro filme mudo produzido na Índia do Sul. | [ 13 ]        |
| 1916 | Lass of the Lumberlands               | Paul Hurst, J. P. McGowan                           | Helen Holmes, Leo D. Maloney, Thomas G. Lingham                      | Seriado em 15 partes. |               |
| 1916 | Liberty                               | Jacques Jaccard, Henry MacRae                       | Marie Walcamp, Jack Holt                                             | Seriado de western em 20 partes. |               |
| 1916 | Luke's Double                         | Hal Roach                                           | Harold Lloyd                                                         | Curta-metragem de comédia de um rolo. |               |
| 1916 | McTeague                              | Barry O'Neal                                        | Holbrook Blinn, Fania Marinoff                                       | | [ 14 ]        |
| 1916 | Milestones                            | Thomas Bentley                                      | Isobel Elsom                                                         | Na lista BFI 75 Most Wanted. |               |
| 1916 | Das Phantom der Oper                  | Ernst Matray                                        | Nils Olaf Chrisander, Aud Egede-Nissen                               | | [ 15 ]        |
| 1916 | The Pioneers                          | Franklyn Barrett                                    | Winter Hall                                                          | Produção australiana. |               |
| 1916 | The Realization of a Negro's Ambition | Harry A. Gant                                       | Bessie Baker, Lottie Boles, Clarence Brooks                          | Este curta de dois rolos foi a aprimeira produção da Lincoln Motion Picture Company.                                                                                  |               |
| 1916 | Romeo and Juliet                      | J. Gordon Edwards                                   | Theda Bara, Harry Hilliard                                           | |               |
| 1916 | The Scarlet Runner                    | William P. S. Earle, Wally Van                      | Earle Williams, Marguerite Blake                                     | Seriado em 12 capítulos. |               |
| 1916 | Sequel to the Diamond from the Sky    | Edward Sloman                                       | William Russell, Rhea Mitchell                                       | Um seriado de quatro capítulos feito a partir de The Diamond from the Sky.                                                                                            |               |
| 1916 | The Serpent                           | Raoul Walsh                                         | Theda Bara                                                           | Um dos muitos filmes perdidos de Theda Bara. |               |
| 1916 | She                                   | Will Barker, Horace Lisle Lucoque                   | Alice Delysia, Henry Victor, Sydney Bland                            | |               |
| 1916 | Under Two Flags                       | J. Gordon Edwards                                   | Theda Bara, Herbert Heyes                                            | |               |
| 1916 | The Valley of Fear                    | Alexander Butler                                    | Harry Arthur Saintsbury, Daisy Burrell, Booth Conway                 | |               |
| 1916 | The Vixen                             | J. Gordon Edwards                                   | Theda Bara, Herbert Heyes                                            | |               |
| 1916 | The World's Great Snare               | Joseph Kaufman                                      | Pauline Frederick, Irving Cummings                                   | | [ 16 ]        |
| 1917 | Alimony                               | Emmett J. Flynn                                     | Lois Wilson, George Fisher                                           | Estreia na grande tela (não creditado) de Rodolfo Valentino. |               |
| 1917 | El Apóstol                            | Quirino Cristiani                                   |                                                                      | Produção argentina que se acredita ter sido a primeira animação de longa metragem do mundo.                                                                           | [ 17 ]        |
| 1917 | Australia's Peril                     | Franklyn Barrett                                    | Roland Conway, Maie Baird                                            | |               |
| 1917 | Brčko u Zagrebu (Brčko in Zagreb)     | Arsen Maas                                          | Stjepan Bojničić                                                     | Primeiro filme de longa metragem croata. Apenas algumas imagens sobreviveram.                                                                                         |               |
| 1917 | Camille                               | J. Gordon Edwards                                   | Theda Bara                                                           | Um rolo foi supostamente achado em um arquivo russo, mas foi um erro. O filme continua perdido.                                                                       |               |
| 1917 | Cheyenne's Pal                        | John Ford                                           | Harry Carey                                                          | |               |
| 1917 | A Country Hero                        | Roscoe Arbuckle                                     | Roscoe Arbuckle, Buster Keaton                                       | | [ 19 ]        |
| 1917 | The Darling of Paris                  | J. Gordon Edwards                                   | Theda Bara Glen White                                                | |               |
| 1917 | Double-Crossed                        | Robert G. Vignola                                   | Pauline Frederick                                                    | | [ 20 ]        |
| 1917 | Der Golem und die Tänzerin            | Paul Wegener                                        |                                                                      | Primeira continuação de um filme de horror. | [ 21 ]        |
| 1917 | The Gray Ghost                        | Stuart Paton                                        | Harry Carter, Priscilla Dean                                         | Seriado em 16 partes. |               |
| 1917 | Heart and Soul                        | J. Gordon Edwards                                   | Theda Bara                                                           | |               |
| 1917 | Her Better Self                       | Robert G. Vignola                                   | Pauline Frederick                                                    | | [ 22 ]        |
| 1917 | Her Greatest Love                     | J. Gordon Edwards                                   | Theda Bara, Walter Law                                               | |               |
| 1917 | The Hidden Hand                       | James Vincent                                       | Doris Kenyon, Sheldon Lewis                                          | Seriado em 15 partes. |               |
| 1917 | Imokawa Mukuzo Genkanban no Maki      | Ōten Shimokawa                                      |                                                                      | Primeiro anime produzido e lançado no Japão. |               |
| 1917 | Jim Bludso                            | Tod Browning, Wilfred Lucas                         | Wilfred Lucas, Olga Grey                                             | Esteia de Browning como diretor. |               |
| 1917 | Life's Whirlpool                      | Lionel Barrymore                                    | Ethel Barrymore                                                      | Último filme mudo dirigido por Lionel Barrymore até os filmes sonoros em 1929 e a única vez que ele dirigiu sua filha em um filme.                                    | [ 14 ]        |
| 1917 | Magda                                 | Emile Chautard                                      | Clara Kimball Young, Valda Valkyrien                                 | | [ 23 ]        |
| 1917 | A Marked Man                          | John Ford                                           | Harry Carey                                                          | |               |
| 1917 | The Monk and the Woman                | Franklyn Barrett                                    | Maud Fane, Percy Marmont, Harry Plimmer                              | Produção australiana. |               |
| 1917 | The Mystery Ship                      | Harry Harvey, Henry MacRae, Francis Ford            | Ben F. Wilson, Neva Gerber                                           | Seriado em 18 capítulos. |               |
| 1917 | National Red Cross Pageant            | Christy Cabanne                                     | Elenco estrelado, incluindo Ethel Barrymore, Lionel e John Barrymore | |               |
| 1917 | Red Saunders Plays Cupid              | John Ford                                           | Harry Carey, Claire Du Brey                                          | Curta-metragem. |               |
| 1917 | The Rose of Blood                     | J. Gordon Edwards                                   | Theda Bara, Genevieve Blinn, Charles Clary                           | |               |
| 1917 | The Scrapper                          | John Ford                                           | John Ford                                                            | Curta de western. |               |
| 1917 | The Silent Lie                        | Raoul Walsh                                         | Miriam Cooper, Ralph Lewis, Charles Clary                            | |               |
| 1917 | Sleeping Fires                        | Hugh Ford                                           | Pauline Frederick                                                    | | [ 24 ]        |
| 1917 | The Soul Herder                       | John Ford                                           | Harry Carey, Claire Du Brey                                          | |               |
| 1917 | Sowers and Reapers                    | George D. Baker                                     | Emmy Wehlen, Frank Currier, Harry Davenport                          | | [ 25 ]        |
| 1917 | The Voice on the Wire                 | Stuart Paton                                        | Ben F. Wilson, Neva Gerber                                           | Seriado em 15 capítulos. |               |
| 1917 | Alraune                               | Michael Curtiz, Edmund Fritz                        | Géza Erdélyi, Gyula Gál                                              | Filme húngaro de ficção científica e horror | [ 26 ]        |
| 1918 | Arizona                               | Albert Parker                                       | Douglas Fairbanks                                                    | | [ 27 ]        |
| 1918 | Bees in His Bonnet                    | Gilbert Pratt                                       | Harold Lloyd                                                         | Curta de comédia. |               |
| 1918 | Bound in Morocco                      | Allan Dwan                                          | Douglas Fairbanks                                                    | | [ 27 ] [ 28 ] |
| 1918 | The Craving                           | John Ford, Francis Ford                             | Francis Ford                                                         | |               |
| 1918 | Follow the Crowd                      | Alfred J. Goulding                                  | Harold Lloyd                                                         | |               |
| 1918 | The Forbidden Path                    | J. Gordon Edwards                                   | Theda Bara, Hugh Thompson                                            | |               |
| 1918 | The Great Love                        | D. W. Griffith                                      | Lillian Gish                                                         | Este melodrama incorpora filmagens reais da Inglaterra e França sob as condições da Primeira Guerra Mundial, includindo ataque aéreo e uma batalha.                   | [ 29 ]        |
| 1918 | The Greatest Thing in Life            | D. W. Griffith                                      | Lillian Gish                                                         | | [ 30 ]        |
| 1918 | Headin' South                         | Allan Dwan                                          | Douglas Fairbanks                                                    | | [ 27 ] [ 28 ] |
| 1918 | Hit Him Again                         | Gilbert Pratt                                       | Harold Lloyd                                                         | Curta-metragem de um rolo. |               |
| 1918 | How Could You, Jean?                  | William Desmond Taylor                              | Mary Pickford                                                        | |               |
| 1918 | Huns Within Our Gates                 |                                                     | Derwent Hall Caine                                                   | Filme de propaganda dos primórdios da Primeira Guerra Mundial. Também conhecido como The Commercial Pirates e The Hearts of Men.                                      |               |
| 1918 | The Kaiser, the Beast of Berlin       | Rupert Julian                                       | Rupert Julian                                                        | Filme de propaganda nos primórdios da Primeira Guerra Mundial. | [ 31 ]        |
| 1918 | Kicking the Germ Out of Germany       | Alfred J. Goulding                                  | Harold Lloyd                                                         | |               |
| 1918 | The Lamb                              | Harold Lloyd, Gilbert Pratt                         | Harold Lloyd                                                         | Curta-metragem de comédia. |               |
| 1918 | The Lion's Claws                      | Harry Harvey, Jacques Jaccard                       | Marie Walcamp, Ray Hanford                                           | Seriado em 18 episódios. |               |
| 1918 | The Locked Heart                      | Henry King                                          | Gloria Joy, Henry King, Vola Vale                                    | | [ 32 ]        |
| 1918 | On the Quiet                          | Chester Withey                                      | John Barrymore                                                       | |               |
| 1918 | Our Mrs. McChesney                    | Ralph Ince                                          | Ethel Barrymore                                                      | |               |
| 1918 | The Phantom Riders                    | John Ford                                           | Harry Carey                                                          | |               |
| 1918 | The Romance of Tarzan                 | Scott Sidney                                        | Elmo Lincoln                                                         | Segundo filme do Tarzan. |               |
| 1918 | Salomé                                | J. Gordon Edwards                                   | Theda Bara                                                           | | [ 33 ]        |
| 1918 | The Savage Woman                      | Edmund Mortimer                                     | Clara Kimball Young, Milton Sills                                    | | [ 34 ]        |
| 1918 | Say, Young Fellow!                    | Joseph Henabery                                     | Douglas Fairbanks                                                    | | [ 27 ]        |
| 1918 | Sic ’em Towser                        |                                                     | Harold Lloyd                                                         | |               |
| 1918 | The Soul of Buddha                    | J. Gordon Edwards                                   | Theda Bara, Victor Kennard                                           | |               |
| 1918 | That Devil, Bateese                   | William Wolbert                                     | Lon Chaney                                                           | O último filme de Chaney em sua primeira passagem pela Universal. | [ 35 ]        |
| 1918 | Thieves' Gold                         | John Ford                                           | Harry Carey                                                          | |               |
| 1918 | Three Mounted Men                     | John Ford                                           | Harry Carey                                                          | |               |
| 1918 | Under the Yoke                        | J. Gordon Edwards                                   | Theda Bara, G. Raymond Nye                                           | |               |
| 1918 | We Can't Have Everything              | Cecil B. DeMille                                    | Kathlyn Williams, Elliott Dexter                                     | |               |
| 1918 | When a Woman Sins                     | J. Gordon Edwards                                   | Theda Bara, Josef Swickard                                           | |               |
| 1918 | Wild Women                            | John Ford                                           | Harry Carey                                                          | |               |
| 1918 | A Woman in the Web                    | Paul Hurst, David Smith                             | Hedda Nova                                                           | Seriado em 15 episódios. |               |
| 1918 | A Woman's Fool                        | John Ford                                           | Harry Carey                                                          | |               |
| 1919 | Ace of the Saddle                     | John Ford                                           | Harry Carey                                                          | |               |
| 1919 | The Adventures of Ruth                | George Marshall                                     | Ruth Roland, Herbert Heyes                                           | Seriado em 15 partes. |               |
| 1919 | The City of Beautiful Nonsense        | Henry Edwards                                       | Henry Edwards, Chrissie White, James Lindsay                         | Acredita-se que a última cópia tenha sido destruída em uma fogueira durante a Segunda Guerra Mundial por Edwards e White pois estocá-lo seria um perigo de incêndio.. | [ 36 ] [ 37 ] |
| 1919 | Anne of Green Gables                  | William Desmond Taylor                              | Mary Miles Minter                                                    | | [ 38 ]        |
| 1919 | The Avalanche                         | George Fitzmaurice                                  | Elsie Ferguson                                                       | | [ 39 ]        |
| 1919 | Bare Fists                            | John Ford                                           | Harry Carey                                                          | |               |
| 1919 | The Big Little Person                 | Robert Z. Leonard                                   | Mae Murray, Rodolfo Valentino                                        | |               |
| 1919 | The Black Secret                      | George B. Seitz                                     | Pearl White, Walter McGrail                                          | Seriado em 15 capítulos. |               |
| 1919 | Bonds of Love                         | Reginald Barker                                     | Pauline Frederick                                                    | | [ 40 ]        |
| 1919 | Count the Votes                       | Hal Roach                                           | Harold Lloyd                                                         | |               |
| 1919 | A Daughter of Eve                     | Walter West                                         | Violet Hopson, Stewart Rome, Cameron Carr                            | |               |
| 1919 | The Divorcee                          | Herbert Blaché                                      | Ethel Barrymore, E. J. Ratcliffe, Holmes Herbert                     | Este foi o último filme mudo de Barrymore. |               |
| 1919 | Elmo the Mighty                       | Henry MacRae                                        | Elmo Lincoln, Grace Cunard                                           | Seriado em 18 partes. |               |
| 1919 | A Fight for Love                      | John Ford                                           | Harry Carey, John Big Tree                                           | | [ 41 ]        |
| 1919 | The Fighting Brothers                 | John Ford                                           | Pete Morrison                                                        | A short Western. |               |
| 1919 | The First Men in the Moon             | Bruce Gordon, J. L. V. Leigh                        | Hector Abbas, Lionel D'Aragon                                        | Primeiro filme adaptado diretamente do trabalho de H. G. Wells. Foi parcialmente recriado como uma série de imagens estáticas.                                        | [ 42 ]        |
| 1919 | The Great Radium Mystery              | Robert Broadwell, Robert F. Hill                    | Cleo Madison, Bob Reeves                                             | Seriado em 18 capítulos. |               |
| 1919 | Halbblut                              | Fritz Lang                                          | Carl de Vogt, Ressel Orla, Carl Gerard Schröder                      | Estreia de Lang na direção. |               |
| 1919 | The Hawk's Trail                      | W. S. Van Dyke                                      | King Baggot, Grace Darmond                                           | Seriado em 15 capítulos. |               |
| 1919 | He Leads, Others Follow               | Vincent P. Bryan, Hal Roach                         | Harold Lloyd                                                         | Curta de um rolo de comédia. |               |
| 1919 | Here Comes the Bride                  | John S. Robertson                                   | John Barrymore, Faire Binney                                         | |               |
| 1919 | Der Herr der Liebe                    | Fritz Lang                                          | Carl de Vogt                                                         | Único filme que o diretor Fritz Lang atuava. |               |
| 1919 | His Only Father                       | Hal Roach, Frank Terry                              | Harold Lloyd                                                         | Curta-metragem de um rolo. |               |
| 1919 | The Isle of Conquest                  | Edward Jose                                         | Norma Talmadge                                                       | |               |
| 1919 | The Knickerbocker Buckaroo            | Albert Parker                                       | Douglas Fairbanks, William A. Wellman                                | | [ 27 ] [ 43 ] |
| 1919 | The Lion Man                          | Albert Russell, Jack Wells                          | Kathleen O'Connor, Jack Perrin                                       | Seriado em 18 partes. |               |
| 1919 | The Loves of Letty                    | Frank Lloyd                                         | Pauline Frederick                                                    | | [ 44 ]        |
| 1919 | Marked Men                            | John Ford                                           | Harry Carey                                                          | | [ 45 ]        |
| 1919 | The Midnight Man                      | James W. Horne                                      | James J. Corbett, Kathleen O'Connor                                  | Seriado em 18 partes. |               |
| 1919 | Nobody Home                           | Elmer Clifton                                       | Dorothy Gish, Ralph Graves, George Fawcett, Rodolfo Valentino        | | [ 46 ]        |
| 1919 | One Week of Life                      | Hobart Henley                                       | Pauline Frederick                                                    | | [ 47 ]        |
| 1919 | The Outcasts of Poker Flat            | John Ford                                           | Harry Carey                                                          | |               |
| 1919 | The Rajah                             | Hal Roach                                           | Harold Lloyd                                                         | Curta-metragem. |               |
| 1919 | The Red Glove                         | J. P. McGowan                                       | Marie Walcamp, Pat O'Malley                                          | Seriado em 18 episódios. |               |
| 1919 | Rider of the Law                      | John Ford                                           | Harry Carey                                                          | |               |
| 1919 | Riders of Vengeance                   | John Ford                                           | Harry Carey                                                          | |               |
| 1919 | Roped                                 | John Ford                                           | Harry Carey                                                          | | [ 48 ]        |
| 1919 | Si, Senor                             | Alfred J. Goulding                                  | Harold Lloyd                                                         | Curta-metragem de um rolo. |               |
| 1919 | Soft Money                            | Vincent P. Bryan, Hal Roach                         | Harold Lloyd                                                         | |               |
| 1919 | The Splendid Romance                  | Edward José                                         | Enrico Caruso, Ormi Hawley, Crauford Kent                            | Uma cópia pode estar em poder de um colecionador privado. |               |
| 1919 | Terror of the Range                   | Stuart Paton                                        | George Larkin, Betty Compson                                         | Seriado com 7 episódios. |               |
| 1919 | The Test of Honor                     | John S. Robertson                                   | John Barrymore, Constance Binney                                     | Primeiro papel dramático de Barrymore em um filme. |               |
| 1919 | A Woman There Was                     | J. Gordon Edwards                                   | Theda Bara, Alan Roscoe                                              | |               |